# Sainthal
Sainthal é uma cidade e uma nagar panchayat no distrito de Bareilly, no estado indiano de Uttar Pradesh.

## Demografia
Segundo o censo de 2001, Sainthal tinha uma população de 13,390 habitantes. Os indivíduos do sexo masculino constituem 52% da população e os do sexo feminino 48%. Sainthal tem uma taxa de literacia de 38%, inferior à média nacional de 59.5%: a literacia no sexo masculino é de 46% e no sexo feminino é de 30%. Em Sainthal, 18% da população está abaixo dos 6 anos de idade.